# Couronne de saint Venceslas

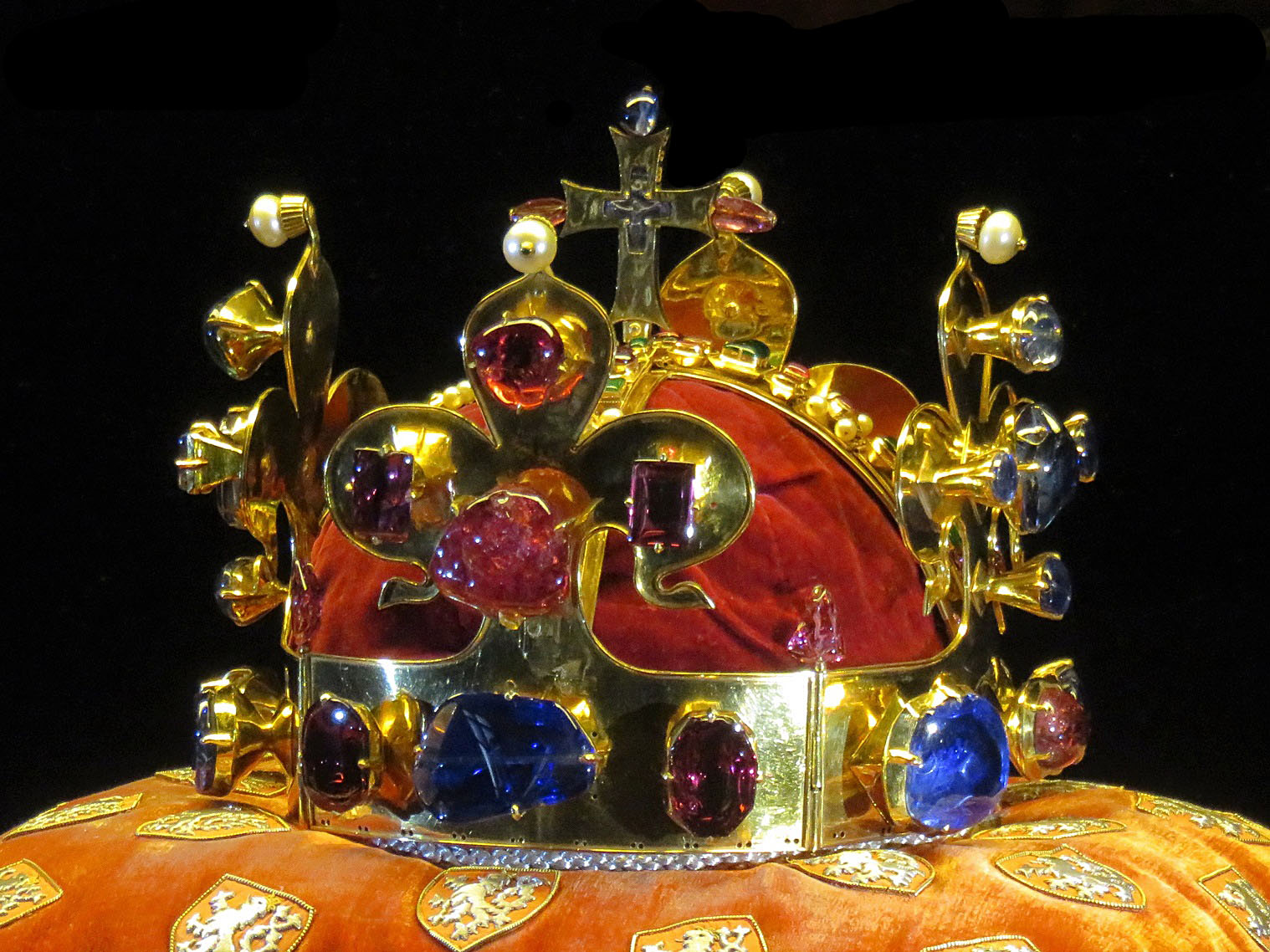
Couronne de saint Venceslas

La couronne de saint Venceslas fait partie des joyaux de la couronne de Bohême réalisés en 1347. La couronne avait été commandée par l'empereur romain germanique Charles IV en 1346 pour son couronnement. La couronne est dédiée au patron des Tchèques, saint Venceslas, souverain éternel sur le trône de Bohême, dont le crâne en tant que sainte relique est gardé avec la couronne à la cathédrale Saint-Guy. La couronne n'était posée sur la tête du roi que le jour de son couronnement, elle était utilisée uniquement lors du couronnement des rois de Bohême, et elle n'était plus jamais portée par le même roi. Elle a été utilisée la dernière fois pour le couronnement du roi de Bohême Ferdinand V en 1836.

## Description
La couronne de saint Venceslas est faite en or de 21 à 22 carats (88 % à 92 %) et ornée de pierres précieuses et de perles. Elle contient un total de 19 saphirs, 44 spinelles, 1 rubis, 30 émeraudes et 20 perles.
Sur la toque, on trouve deux arches se croisant à angle droit. La croix est placée à l'intersection des arches. Au centre de la croix on trouve un saphir avec un camée de la Crucifixion. La croix est attachée directement aux arches de la couronne, au lieu de sur une sphère sur l'intersection (globus cruciger).

## Localisation

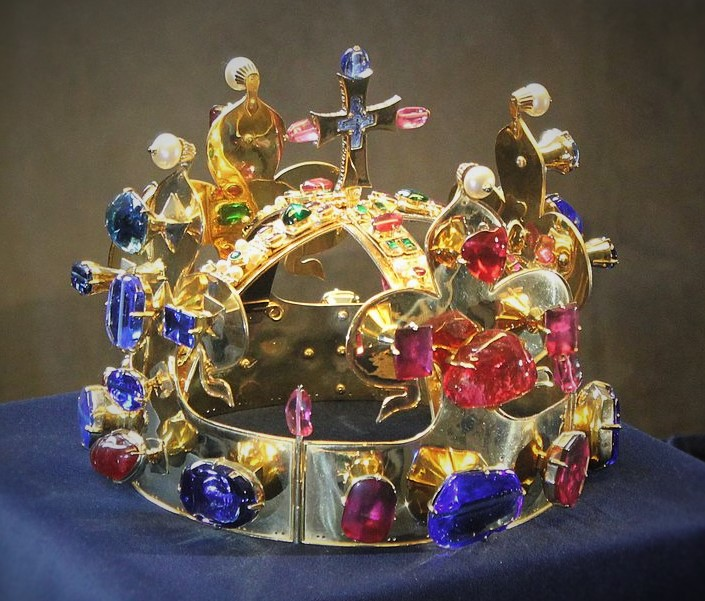
Copie de la couronne dans la salle Vladislav du château de Prague.

Contrairement à de nombreux trésors royaux européens, la couronne de saint Venceslas n'est pas normalement exposée au public, seule une réplique est exposée dans la salle Vladislav du château de Prague. Avec les autres joyaux de la couronne de Bohême, elle est conservée dans une chambre à l'intérieur de la cathédrale Saint-Guy accessible par une porte dans la chapelle Saint-Venceslas. L'emplacement exact de la chambre n'est pas connu du grand public. L'entrée des bijoux est verrouillée par sept serrures dont les clés sont détenues par le président de la République tchèque, le président de la Chambre des députés du Parlement, le président du Sénat du Parlement, le Premier ministre, le maire de Prague, l'archevêque de Prague et le doyen du chapitre métropolitain de Prague. Selon une tradition établie par Charles IV, roi de Bohême et empereur romain germanique, les joyaux de la couronne ne peuvent être exposés qu'en des occasions exceptionnelles. La dernière fois, les joyaux de la couronne de Bohême ont été sortis de la chambre du trésor au château de Prague pour être exposés, du 15 au 29 mai 2016.

## Légende
Selon une légende tchèque, la couronne étant propriété personnelle de saint Venceslas et ne devant être portée que par un roi de Bohême lors de son couronnement, tout usurpateur qui la place sur sa tête est condamné à mourir dans l'année. Un développement récent raconte qu'au cours de la Seconde Guerre mondiale, Reinhard Heydrich, protecteur adjoint du Reich en Bohême-Moravie, aurait secrètement ceint la couronne devant ses enfants, lors de l'inspection de la cathédrale Saint-Guy, moins d'un an avant d'être assassiné par la résistance tchèque. L'anecdote est dépourvue de fondement historique : pour l'historienne tchèque Eva Doležalová, il s'agit bien d'un mythe, car il n'existe aucune preuve que Heydrich ait touché la couronne, même s'il est sûr qu'elle lui a été présentée.